# Convento de Santa Clara (Castrojeriz)

El convento de Santa Clara o monasterio de la Inmaculada Concepción es un cenobio de monjas Clarisas sito en el camino de Santa Clara de la localidad de Castrojeriz (provincia de Burgos, Castilla y León, España).
En 2015, en la aprobación por la Unesco de la ampliación del Camino de Santiago en España a «Caminos de Santiago de Compostela: Camino francés y Caminos del Norte de España», España envió como documentación un «Inventario Retrospectivo - Elementos Asociados» (Retrospective Inventory - Associated Components) en el que en el n.º 1195 figura el convento de Santa Clara.

## Historia
El monasterio original fue fundado hacia 1264 por Alfonso X el Sabio junto al manantial de Tablín, en el término municipal de Castrojeriz.
Mediante bula concedida por el papa Juan XXII, en 1326 el convento fue trasladado a las afueras de la localidad, donde actualmente se mantiene.
En la sala capitular está la imagen de la Virgen del Capítulo.
El claustro es neoclásico. 

## Iglesia
Construida a comienzos del siglo XIV, es de estilo gótico. Tiene una sola nave con cinco tramos de bóveda de crucería.
En el retablo del altar mayor se expone una imagen de la Inmaculada del siglo XVIII.